# 2001-es FIFA-klubvilágbajnokság
A 2001-es FIFA-klubvilágbajnokság egy labdarúgótorna lett volna a Nemzetközi Labdarúgó-szövetség rendezésében, amelynek a helyszínéül Spanyolországot választották, de a tornát törölték, mielőtt bármelyik mérkőzést megrendezték volna.

## Meghívott csapatok
A következő klubokat hívták meg a 2001-es tornára:
| el-Hilál               | Szaúd-Arábia  | 2000-es AFC-bajnokok ligája győztese         |
| Boca Juniors           | Argentína     | 2000-es Copa Libertadores győztese           |
| Palmeiras              | Brazília      | 1999-es Copa Libertadores győztese           |
| Hearts of Oak          | Ghána         | 2000-es kupagyőztesek Afrika-kupája győztese |
| Los Angeles Galaxy     | USA           | 2000-es CONCACAF-bajnokok kupája győztese    |
| Júbilo Ivata           | Japán         | 1999-es Ázsiai szuperkupa győztese           |
| Wollongong Wolves      | Ausztrália    | 2001-es OFC-bajnokok ligája győztese         |
| Zamálek                | Egyiptom      | 2000-es CAF-kupa győztese                    |
| Galatasaray            | Törökország   | UEFA-kupa győztes (2000)                     |
| Real Madrid            | Spanyolország | UEFA-bajnokok ligája győztes (2000)          |
| Deportivo de La Coruña | Spanyolország | La Liga 1999-00 győztese                     |
| CD Olimpia             | Honduras      | 2000-es CONCACAF-bajnokok kupája döntőse     |

## Bajnokság
Ez a bajnokság volt a második kiírás, az előzőt Brazíliában tartották az előző évben. Ezzel az alkalommal Spanyolországot választották házigazdának. Azonban a FIFA svájci partnerének, az ISL-nek a csődje miatt az eseményt sose tartották meg.
2001. május 18-án a FIFA bejelentette, hogy a tornát elhalasztják 2003-ra 3 ok miatt: a nemzeti és nemzetközi kiírt sportesemények, néhány részt vevő csapat gazdasági problémája miatt, és döntőképpen az ISL Worldwide pénzügyi gondjai okán. A 2003-as kiírást sem tartották meg, az új próbálkozás 2005-ben volt.
Következésképp a FIFA-klubvilágbajnokság második kiírását 2005-re halasztották, ahol Japán volt a rendező.

## Tabellák

### A csoport
| Hely | Csapat              | M | Gy | D | V | Rg | Kg | Gk | P |
| ---- | ------------------- | - | -- | - | - | -- | -- | -- | - |
| 1    | Boca Juniors        | 0 | 0  | 0 | 0 | 0  | 0  | 0  | 0 |
| 2    | Deportivo La Coruña | 0 | 0  | 0 | 0 | 0  | 0  | 0  | 0 |
| 3    | Wollongong Wolves   | 0 | 0  | 0 | 0 | 0  | 0  | 0  | 0 |
| 4    | Zamálek             | 0 | 0  | 0 | 0 | 0  | 0  | 0  | 0 |

### B csoport
| Hely | Csapat      | M | Gy | D | V | Rg | Kg | Gk | P |
| ---- | ----------- | - | -- | - | - | -- | -- | -- | - |
| 1    | el-Hilál    | 0 | 0  | 0 | 0 | 0  | 0  | 0  | 0 |
| 2    | Galatasaray | 0 | 0  | 0 | 0 | 0  | 0  | 0  | 0 |
| 3    | CD Olimpia  | 0 | 0  | 0 | 0 | 0  | 0  | 0  | 0 |
| 4    | Palmeiras   | 0 | 0  | 0 | 0 | 0  | 0  | 0  | 0 |

### C csoport
| Hely | Csapat             | M | Gy | D | V | Rg | Kg | Gk | P |
| ---- | ------------------ | - | -- | - | - | -- | -- | -- | - |
| 1    | Hearts of Oak      | 0 | 0  | 0 | 0 | 0  | 0  | 0  | 0 |
| 2    | Júbilo Ivata       | 0 | 0  | 0 | 0 | 0  | 0  | 0  | 0 |
| 3    | Los Angeles Galaxy | 0 | 0  | 0 | 0 | 0  | 0  | 0  | 0 |
| 4    | Real Madrid        | 0 | 0  | 0 | 0 | 0  | 0  | 0  | 0 |

## Mérkőzések

### A csoport
| Dátum              | Helyszín                                   | Mérkőzés | Csapatok                                |
| ------------------ | ------------------------------------------ | -------- | --------------------------------------- |
| 2001. július 28.   | Riazor Stadion, A Coruña                   | 1        | Boca Juniors – Deportivo La Coruña      |
| 2001. július 29.   | Riazor Stadion, A Coruña                   | 2        | Zamalek – Wollongong Wolves             |
| 2001. augusztus 1. | Riazor Stadion, A Coruña                   | 3        | Boca Juniors – Zamalek                  |
| 2001. augusztus 1. | Riazor Stadion, A Coruña                   | 4        | Deportivo La Coruña – Wollongong Wolves |
| 2001. augusztus 4. | San Lázaro Stadium, Santiago de Compostela | 5        | Wollongong Wolves – Boca Juniors        |
| 2001. augusztus 4. | San Lázaro Stadium, Santiago de Compostela | 6        | Deportivo La Coruña – Zamalek           |

### B csoport
| Dátum              | Helyszín                  | Mérkőzés | Csapatok                |
| ------------------ | ------------------------- | -------- | ----------------------- |
| 2001. július 29.   | Vicente Calderón, Madrid  | 7        | Palmeiras – Olimpia     |
| 2001. július 30.   | Vicente Calderón, Madrid  | 8        | Galatasaray -–el-Hilál  |
| 2001. augusztus 2. | Vicente Calderón, Madrid  | 9        | Olimpia – Galatasaray   |
| 2001. augusztus 2. | Vicente Calderón, Madrid  | 10       | Palmeiras – el-Hilál    |
| 2001. augusztus 5. | Santiago Bernabéu, Madrid | 11       | el-Hilál – Olimpia      |
| 2001. augusztus 5. | Vicente Calderón, Madrid  | 12       | Galatasaray – Palmeiras |

### C csoport
| Dátum              | Helyszín                  | Mérkőzés | Csapatok                           |
| ------------------ | ------------------------- | -------- | ---------------------------------- |
| 2001. július 31.   | Santiago Bernabéu, Madrid | 13       | Real Madrid – Júbilo Iwata         |
| 2001. július 31.   | Santiago Bernabéu, Madrid | 14       | Hearts of Oak – Los Angeles Galaxy |
| 2001. augusztus 2. | Santiago Bernabéu, Madrid | 15       | Júbilo Iwata – Hearts of Oak       |
| 2001. augusztus 2. | Santiago Bernabéu, Madrid | 16       | Los Angeles Galaxy – Real Madrid   |
| 2001. augusztus 5. | Vicente Calderón, Madrid  | 17       | Los Angeles Galaxy – Júbilo Iwata  |
| 2001. augusztus 5. | Santiago Bernabéu, Madrid | 18       | Real Madrid – Hearts of Oak        |

### Elődöntők
| Dátum              | Helyszín                  | Mérkőzés | Csapatok                                        |
| ------------------ | ------------------------- | -------- | ----------------------------------------------- |
| 2001. augusztus 9. | Riazor Stadion, A Coruña  | 19       | A csoport 1. helyezett – B csoport 1. helyezett |
| 2001. augusztus 9. | Santiago Bernabéu, Madrid | 20       | C csoport 1. helyezett – Legjobb 2. helyezett   |

### Döntő
| Dátum               | Helyszín                  | Mérkőzés | Csapatok                                |
| ------------------- | ------------------------- | -------- | --------------------------------------- |
| 2001. augusztus 12. | Santiago Bernabéu, Madrid | 21       | 19. mérk. győztese – 20. mérk. győztese |

## Lásd még
- FIFA-klubvilágbajnokság